# Cryptomeigenia simplex
Cryptomeigenia simplex är en tvåvingeart som beskrevs av Charles Howard Curran 1926. Cryptomeigenia simplex ingår i släktet Cryptomeigenia och familjen parasitflugor. Inga underarter finns listade i Catalogue of Life.